# سیارک ۱۴۱۶۳
سیارک ۱۴۱۶۳ (به انگلیسی: 14163 Johnchapman، نامگذاری:1998TY20) چهارده هزار و صد و شصت و سومین سیارک کشف شده‌است که در ۱۳ اکتبر ۱۹۹۸ کشف شد.
قدر مطلق سیارک برابر ۱۸.۶ است.